# Myllokunmingia fengjiaoa
Myllokunmingia fengjiaoa és un primitiu animal del Cambrià inferior xinès, que es pensa que era vertebrat. S'assembla en part als mixínids, uns àgnats moderns. Feia uns 28 mm de longitud i uns 6 mm d'alçària.
És el vertebrat més antic conegut, i se l'ha trobat en roques del període Cambrià (fa 530 milions d'anys). Sembla tenir un crani i estructures esquelètiques cartilaginoses (com les llamprees, que també són vertebrats). No hi ha cap indici de mineralització dels elements de l'esquelet (biomineralització).
L'holotip fou trobat a la formació de Qiongzhusi, a prop de Haikou, a la ciutat de Kunming (Yunnan, Xina).
Aquest animal tenia un cap i un tronc diferenciats, amb una aleta dorsal i una de ventral més enrere. El cap té unes cinc o sis brànquies. Al tòrax, hi ha 25 segments amb forma de ve baixa apuntant cap al darrere (miòmers). Té un notocordi, una faringe i un tub digestiu que possiblement arribava fins a la punta de la cua de l'animal. No s'ha pogut identificar amb claredat la boca, i és possible que hi hagi una cavitat pericardíaca. No hi ha radis a les aletes. Només s'ha trobat un espècimen amb cua, de la qual s'ha trobat la punta enterrada en sediments.
Una criatura similar trobada en els mateixos esquistos és Haikouichthys. També s'hi han trobat possibles cordats (hemicordats més primitius).